# 阿德里安-马里·勒让德
阿德里安-馬里·勒讓德（法語：Adrien-Marie Legendre，法語發音：[adʁiɛ̃ maʁi ləʒɑ̃dʁ]；1752年9月18日—1833年1月10日），法國數學家。他的主要貢獻在統計學、數論、抽象代數與數學分析上。勒让德的主要研究领域是分析学、数论、初等几何与天体力学，取得了许多成果，导致了一系列重要理论的诞生。勒让德是椭圆积分理论奠基人之一。勒让德对数论的主要贡献是二次互反律，这是同余式论中的一条基本定理。他还是解析数论的先驱者之一，归纳出了素数分布，促使许多数学家研究这个问题。其他贡献包括：椭圆函数论、最小二乘法、测地线理论等。

## 生平
- 1796年，猜想素数分布的規律，即後來的素数定理。
- 1830年勒讓德證明費馬大定理n=5的情況，但1828年狄利克雷已做了同樣的工作。

## 三L之一
法国18世纪后期到19世纪初数学界著名的三个人物：拉格朗日（Lagrange）、拉普拉斯（Laplace）和勒讓德（Legendre）。因为他们三位的姓氏的第一个字母为，又生活在同一时代，所以人们称他们为「三勒」（三）。

## 誤用肖像

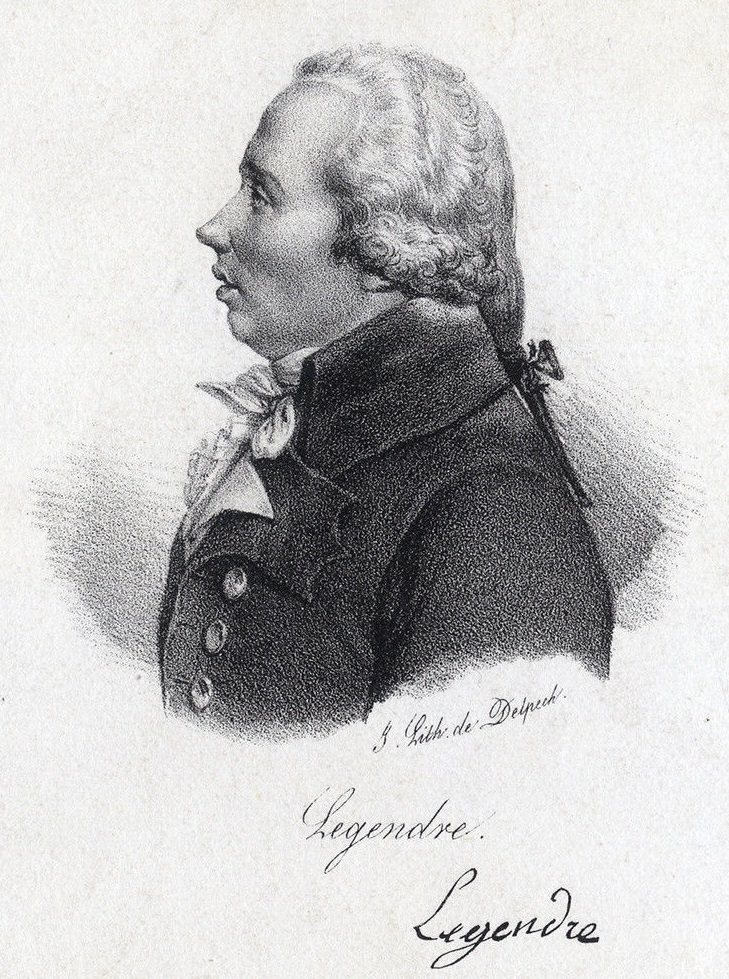
被誤用了近兩百年的肖像，實為法國政治家路易·勒让德之畫像。

一個多世紀以來，每逢提到勒讓德的肖像，都會用同一幅肖像畫。但2005年，斯特拉斯堡大學兩名學生發現這幅畫竟然和另一名同姓的法國大革命的政治家路易·勒让德的肖像畫相同。此事引起不少關注，追查下發現畫中人是路易·勒讓德。畫中附有該政治家的簽名，和數學家勒讓德書信中的簽名有明顯分別，但是數學家勒讓德生前作風極為低調，沒有其他肖像傳世，因此錯誤一直無人發覺。2008年，在法蘭西學會圖書館，發現了數學家勒讓德的真正肖像畫。

## 命名事物
- 月球上的勒讓德環形山
- 小行星26950